# Uldazepam
Uldazepam là một loại thuốc là một dẫn xuất của benzodiazepine. Nó có tác dụng an thần và giải lo âu tương tự như các thuốc nhóm benzodiazepin khác.

## Tổng hợp
Thio thionamide thậm chí còn dễ bị hình thành amidine hơn so với chính lactam. 

Tổng hợp Uldazepam: JB Hester, Jr., (1970); Hóa. Tóm tắt, 73: 99.001t (1970).